# Environmental Product Declaration
Eine Environmental Product Declaration (EPD) ist eine Typ-III-Umweltdeklaration. Diese stellt quantifizierte umweltbezogene Informationen aus dem Lebensweg eines Produktes oder einer Dienstleistung zur Verfügung, um damit Vergleiche zwischen Produkten oder Dienstleistungen gleicher Funktion zu ermöglichen. Eine EPD beruht auf unabhängig überprüften Daten aus Ökobilanzen, aus Sachbilanzen oder Informationsmodulen, welche mit der Normenreihe ISO 14040 konform sind und enthält ggf. weitere Angaben. Das Institut Bauen und Umwelt e. V. und das Institut für Fenstertechnik in Rosenheim sind öffentlich anerkannte Programmbetreiber in Deutschland, welche EPDs für den Bausektor erstellen und veröffentlichen. Weiterhin hat der europäische Verband der Kunststoffindustrie, Plastics Europe, eine Methodik erarbeitet, um basierend auf den vorhandenen Ökoprofilen eine EPD zu erstellen.

## Normung
Wie Umweltdeklarationen des Typs III erstellt werden, ist nach der Norm ISO 14025 (Umweltkennzeichnungen und -deklarationen – Typ III Umweltdeklarationen – Grundsätze und Verfahren) geregelt. Darüber hinaus geht die ISO 21930 (Nachhaltiges Bauen – Umweltdeklaration von Bauprodukten) konkret auf die Deklaration von Bauprodukten ein.

## Enthaltene Informationen
In einer EPD müssen
- die Sachbilanz (LCI= Life Cycle Inventory Analysis)
- die Wirkungsabschätzung (LCIA= Life Cycle Impact Assessment, sofern durchgeführt)
- sowie weitere Indikatoren (z. B. zu Art und Menge des produzierten Abfalls)

enthalten sein.
Die Sachbilanz (LCI) enthält Angaben zum Ressourcenverbrauch, z. B. Energie, Wasser und erneuerbare Ressourcen sowie die Emissionen in Luft, Wasser und Boden.
Die Wirkungsabschätzung (LCIA) baut auf den Ergebnissen der Sachbilanz auf und gibt konkrete Umweltauswirkungen an.
Dies sind
- Treibhauseffekt
- Zerstörung der stratosphärischen Ozonschicht
- Versauerung (von Wasser und Boden)
- Eutrophierung
- Bildung von photochemischen Oxidantien
- Erschöpfung fossiler Energieressourcen
- Erschöpfung mineralischer Ressourcen.

Zusätzlich können weitere Angaben zu Umweltthemen (z. B. Gefahren und Risiken für die menschliche Gesundheit), und/oder Daten zu Verwendung, Funktion und Leistungsfähigkeit eines Produkts angegeben werden.

## Verwendung
EPDs werden z. B. in Zusammenhang mit dem Bewertungssystem Nachhaltiges Bauen (BNB) des Bundes und des Deutschen Gütesiegels für Nachhaltiges Bauen DGNB eingesetzt. Dabei dienen sie unter anderem als Datengrundlage für die Berechnung der Ökobilanz (graue Energie), und/oder des Energieverbrauchs eines Gebäudes. Somit können verschiedene Varianten des gleichen Gebäudes bereits in der Planungsphase bzgl. der ökologischen Qualität verglichen werden.